# Hoyt Lakes
Hoyt Lakes – miasto w Stanach Zjednoczonych, w stanie Minnesota, w hrabstwie St. Louis.